# Miechów
Miechów – miasto w woj. małopolskim, siedziba powiatu miechowskiego, oraz gminy miejsko-wiejskiej Miechów. Położone na Wyżynie Miechowskiej nad potokiem Miechówką. Według danych GUS z 30 czerwca 2024 r. miasto liczyło 10 903 mieszkańców.
Miechów położony jest przy drodze ekspresowej S7 (trasa E77), w odległości ok. 45 km od Krakowa i 80 km od Kielc.
Centralnym elementem miasta jest widoczna z daleka potężna bryła bazyliki kolegiackiej Grobu Bożego z charakterystyczną wieżą, zwieńczoną hełmem w postaci kuli. Kula ta symbolizuje Ziemię. Pod koniec października 2006 roku na hełmie wieży ustawiono figurę Chrystusa Zmartwychwstałego.
Miasto było własnością klasztoru bożogrobców w Miechowie.

## Położenie
Miasto zajmuje powierzchnię 15,49 km² (1 stycznia 2011).
Miechów położony jest w centralnej części Wyżyny Miechowskiej, stanowiącej południowo-zachodnią część Niecki Nidziańskiej. Leży między dwoma wzgórzami. Od południa jest to Wielka Góra, zwana potocznie Komorowską, a od północy Góra Stawna. Pomiędzy nimi doliną płynie potok Miechówka, lewy dopływ Cichej (której ujściowy odcinek jest często błędnie utożsamiany z Miechówką).
Położenie geograficzne utrudnia wentylację miasta, przez co Miechów znajdował się w 2015 r. w czołówce rankingu polskich miast z najbardziej zanieczyszczonym powietrzem. W ostatnich latach samorząd Miechowa zrealizował istotne przedsięwzięcia w zakresie ekologii, dzięki czemu gmina w 2017 r. zdobyła wyróżnienie w konkursie eko.LIDERZY 2017 w kategorii ekoGMINA miejsko-wiejska.

## Historia

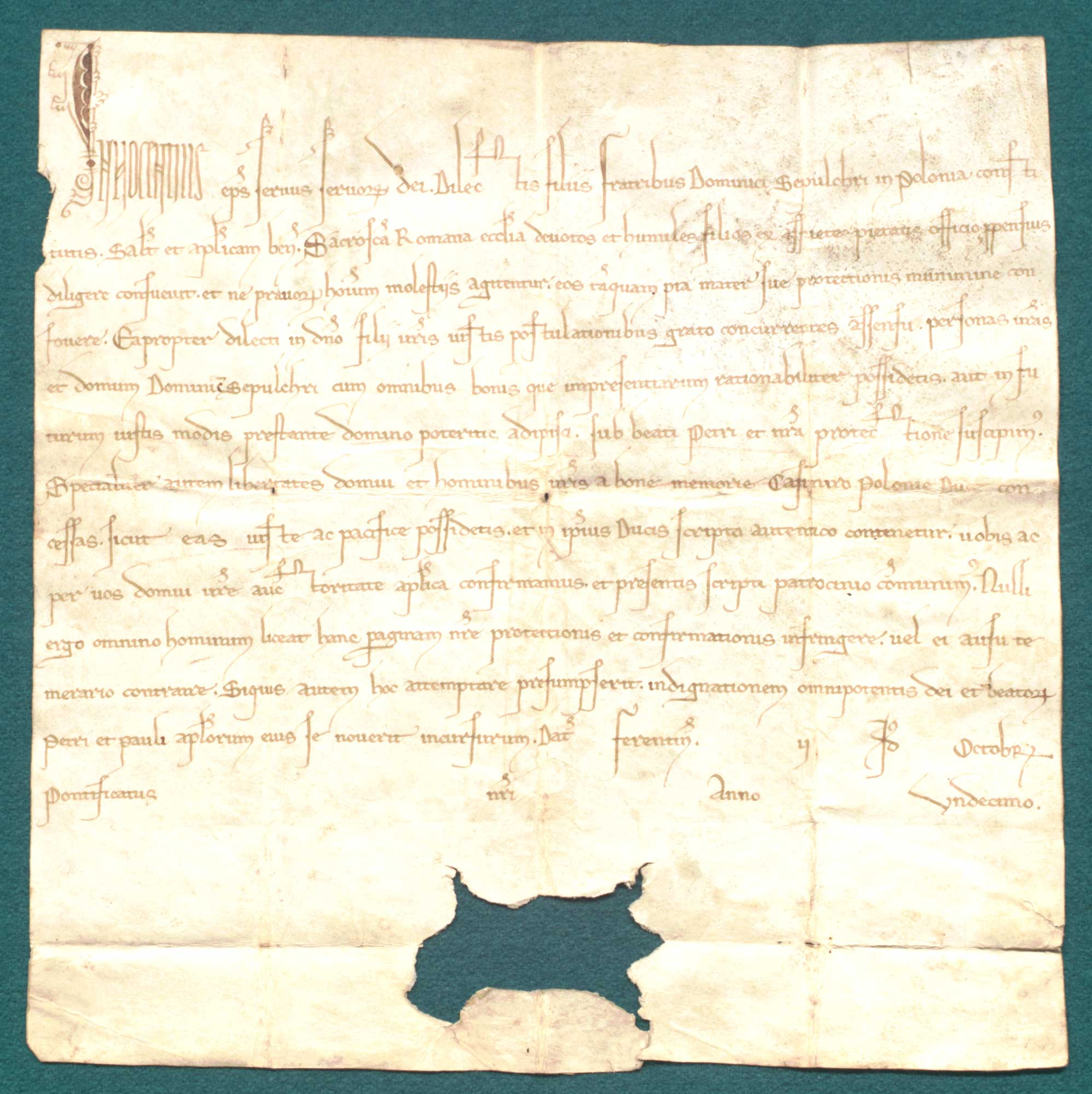
Papież Innocenty III, potwierdza bożogrobcom w Miechowie nadanie Kazimierza Sprawiedliwego i przyjmuje klasztor pod swoją opiekę, 1208 rok

Miejscowość powstała w XII wieku i stanowiła posiadłość związaną z rodem Gryfitów Świebodziców, których herb Gryf stał się również herbem miasta Miechów. Za założyciela i pierwszego dziedzica historycy uznają krzyżowca Jaksę Gryfitę z Miechowa, który po udziale w wyprawach krzyżowych sprowadził tutaj z Jerozolimy kilku rycerzy z zakonu rycerskiego Bożogrobców oraz kilku kanoników reguły św. Augustyna sprawujących pieczę nad grobem Chrystusa, wystawiając im w swojej wsi bazylikę kolegiacką Grobu Bożego oraz klasztor w 1162 roku. Jako uposażenie zapisał im wsie Miechów, Zagórzyn oraz Komorów. Od nazwy wsi rezydujący w Polsce zakonnicy, należący do zakonu Kanoników Regularnych Grobu Bożego, przybrali nazwę Miechowitów.
Miejscowość uzyskała prawa miejskie w 1290 roku nadane na prawie niemieckim przez księcia wielkopolskiego i krakowskiego Przemysła II. Miechów dwukrotnie został najechany i złupiony w 1294 roku przez Bolesława I mazowieckiego w czasie rywalizacji książąt polskich o tron krakowski. W roku 1311 miejscowy klasztor najechał oddział węgierski na żołdzie Władysława I Łokietka, który usunął z niego Bożogrobców. Łokietek zwrócił go zakonnikom kilka lat później jednak w wyniku działań wojennych miejscowość straciła na jakiś czas prawa miejskie.
Z czasem Miechów odzyskał prawa miejskie. Z miejscowością związane jest nazwisko Macieja Miechowity polskiego lekarza, historyka, geografa oraz profesora Akademii Krakowskiej, który w początku XVI wieku ukończył w mieście szkołę parafialną. Miasto ulegało licznym pożarom w latach 1344, 1379, 1506, 1595 oraz 1745, w wyniku których nie rozwinęło się w większą miejscowość. W XVI wieku w mieście istniały cechy rzemieślnicze: szewski, stolarski, bednarski, sukienniczy, rymarski, a od 1604 krawiecki, od 1641 kowalski i od 1708 rzeźniczy.
W styczniu 1734 roku, w czasie wojny o sukcesję polską, doszło do bitwy pod Miechowem, w której siły polskie pokonały oddział saksoński.

### Okres zaborów

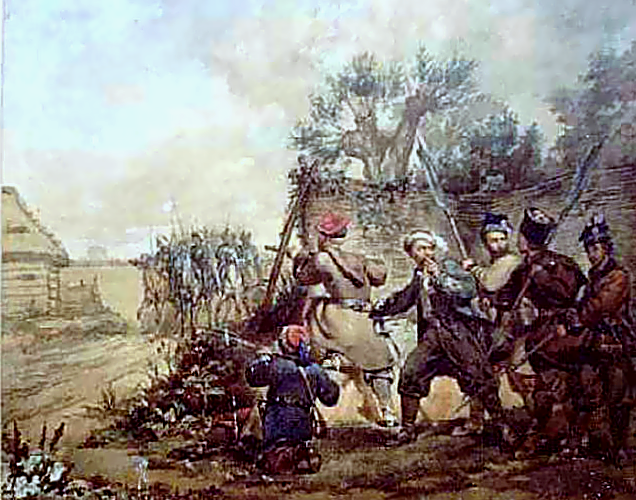
Bitwa pod Miechowem, grafika Walerego Eljasza-Radzikowskiego

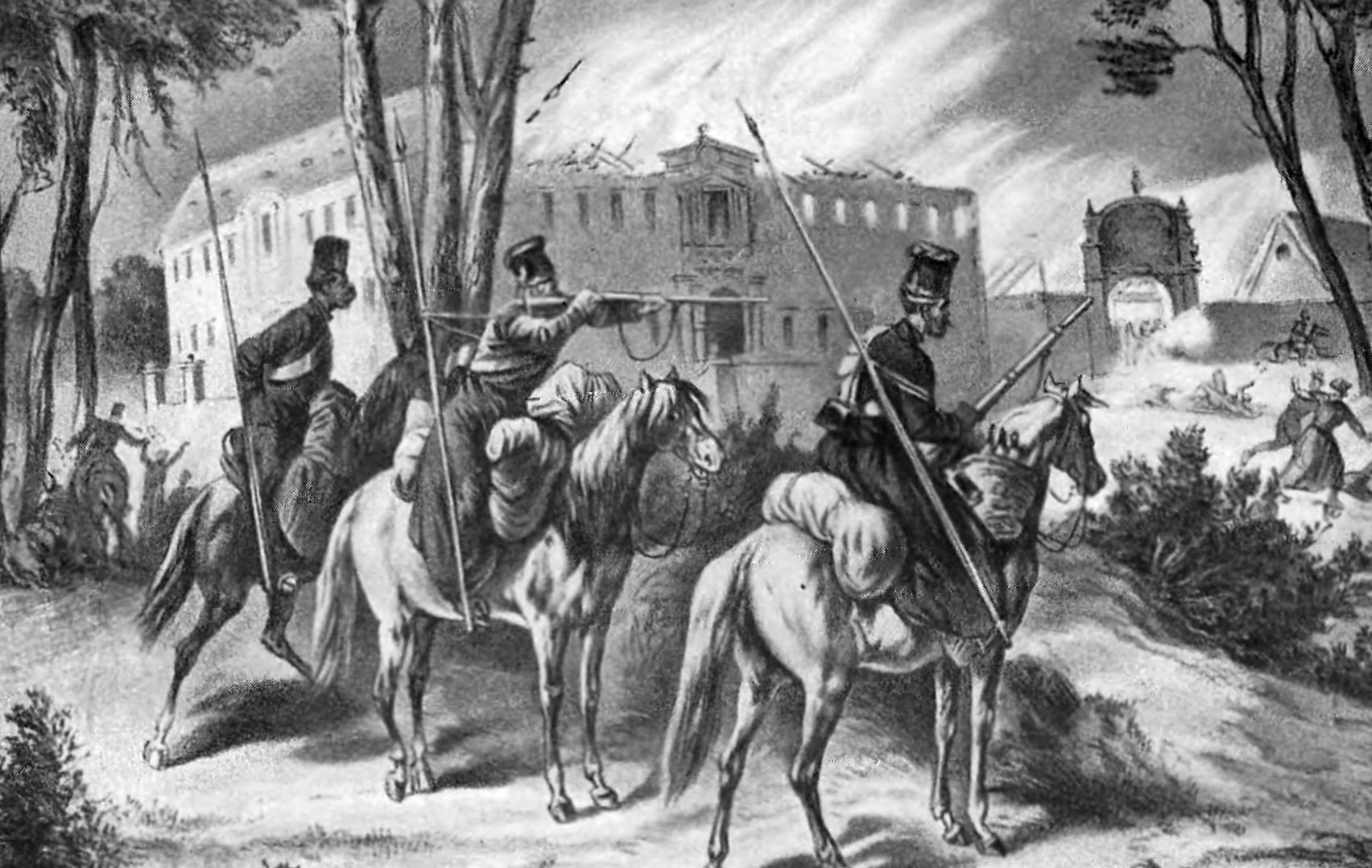
Armia rosyjska pustoszy i pali Miechów w ramach represji za powstanie styczniowe

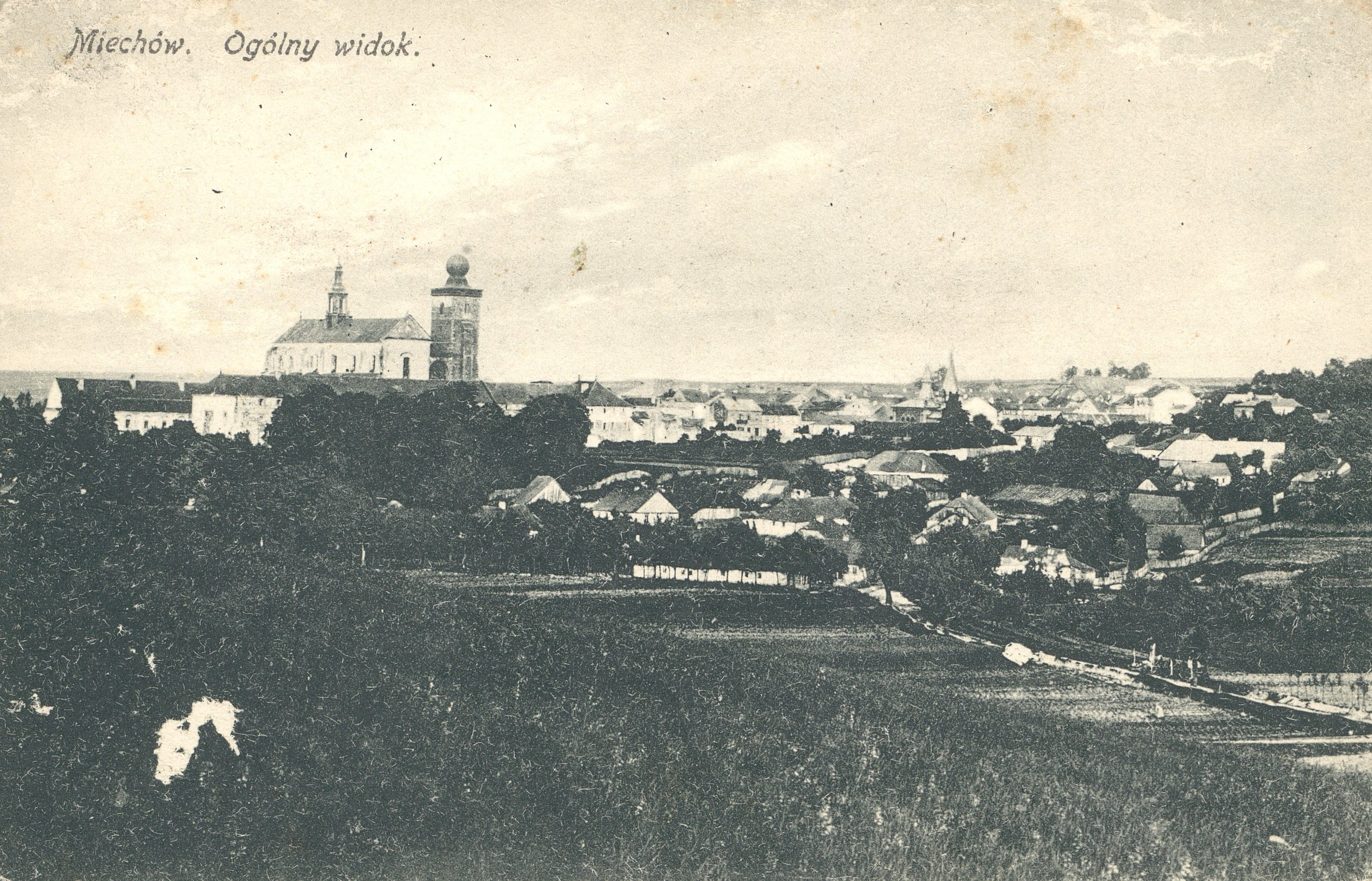
Widok Miechowa około 1913

W wyniku trzeciego rozbioru Polski Miechów znalazł się w zaborze austriackim (1795 r.), zaś w 1807 roku wszedł w skład Księstwa Warszawskiego. Po utworzeniu Królestwa Kongresowego Miechów został stolicą obwodu i powiatu w województwie krakowskim z siedzibą w Kielcach (1816 r.). W 1841 roku Miechów znalazł się w guberni kieleckiej i pozostawał w niej do 1915 roku, z wyjątkiem lat 1844–1867, kiedy to przejściowo wszedł w skład guberni radomskiej.
W 1819 roku, na skutek kasaty zakonu bożogrobców w zaborze rosyjskim, Miechów opuścili ostatni zakonnicy na czele z proboszczem kościoła Grobu Bożego i ostatnim prepozytem zakonu (w jednej osobie) Tomaszem Nowiną-Nowińskim.
W 1827 roku miejscowość miała 159 domów, w których mieszkało 1578 mieszkańców wyznania chrześcijańskiego. Przez długi czas w Miechowie nie wolno było zamieszkiwać Żydom. Oficjalnie potwierdził to dekret proboszcza generalnego zakonu Bożogrobców Mateusza Buydeckiego z 1767 roku. Zaborcze władze carskie zniosły to ograniczenie dopiero w 1862 roku, w ramach reformy Aleksandra Wielopolskiego. Po osiedleniu się Żydów powstała w mieście synagoga.
W lutym 1863 roku miejscowość objęta została walkami z wojskami rosyjskimi w czasie powstania styczniowego. W okolicy miała miejsce przegrana przez siły polskie bitwa pod Miechowem. Wojska rosyjskie podpaliły miasto w wyniku represji za poparcie powstania. Rosjanie nie pozwolili mieszkańcom gasić pożaru w wyniku czego miasto zostało poważnie zniszczone. Pozostało w nim jedynie 40 domostw oraz 830 mieszkańców.

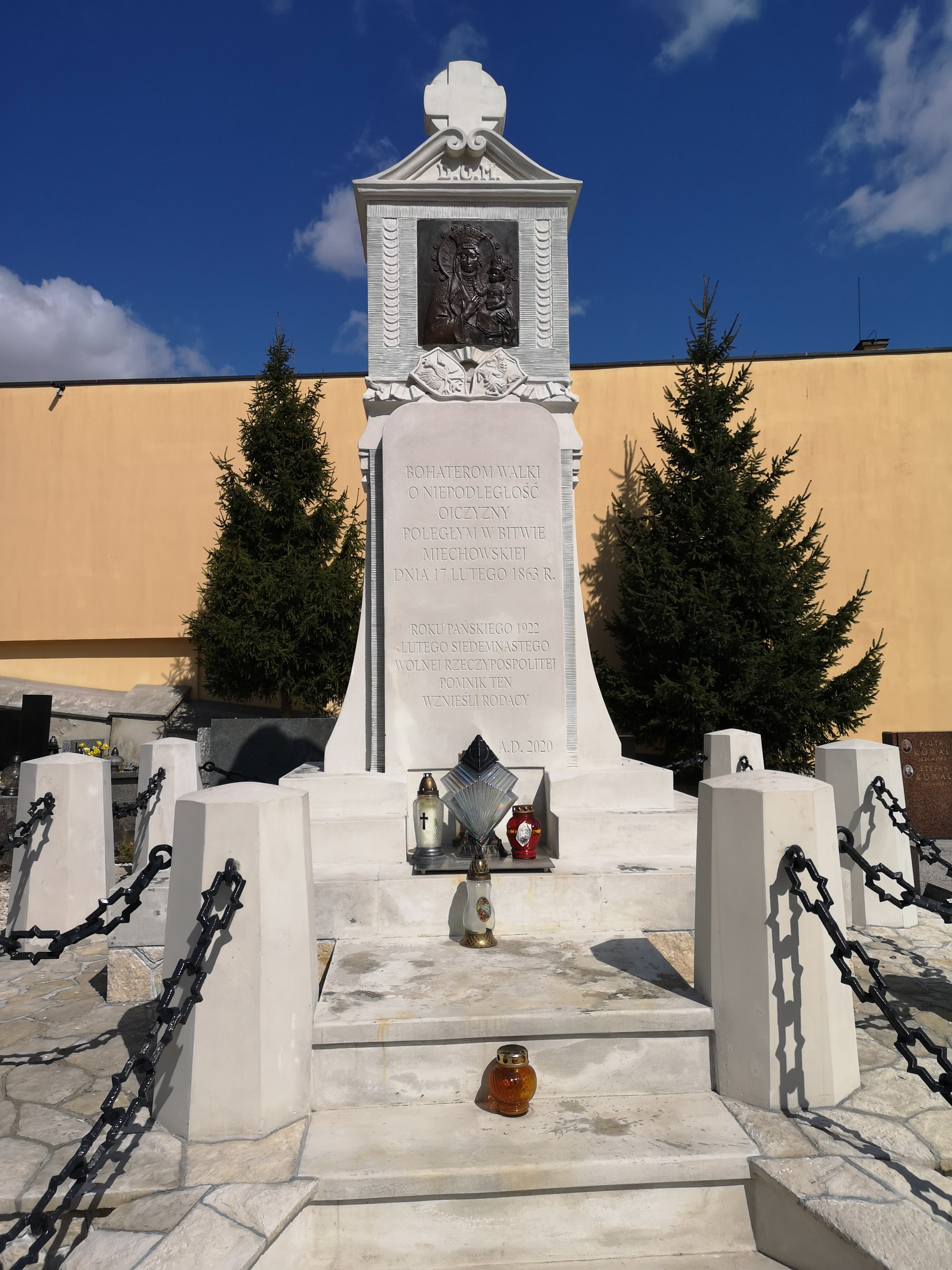
Pomnik bitwy miechowskiej w 1863 r.

Miasto zostało odbudowane i w 1878 roku było w nim już 170 domostw oraz 3000 mieszkańców w tym 1943 stałych mieszkańców.
W miejscowości rozwijał się przemysł. W 1876 roku w mieście funkcjonowała destylarnia produkująca 3500 rs., lokalny browar z produkcją 1560 rs., mydlarnia z prod. 1000 rs. oraz 2 cegielnie z produkcją wartości 1600 rs.
W czasie zaboru rosyjskiego w centrum Miechowa, przy obecnym placu im. T. Kościuszki, powstała cerkiew prawosławna dla urzędników i żołnierzy rosyjskich. Po wycofaniu się Rosjan została ona rozebrana przez miejscową ludność. Na jej miejscu po II wojnie światowej wybudowano Pomnik Partyzantów Ziemi Miechowskiej.
Z Miechowem związani byli posłowie do Dumy Państwowej Imperium Rosyjskiego: Jan Bielawski i Mateusz Manterys, którzy należeli do inicjatorów powołania miechowskiej Spółki Rolniczej „Jutrznia”.
Przed II wojną światową połowę mieszkańców Miechowa stanowili Żydzi. 9 maja 1919 roku doszło w mieście do pogromu Żydów, w rezultacie którego pobito ponad stu z nich (dwóch na śmierć).

### II wojna światowa

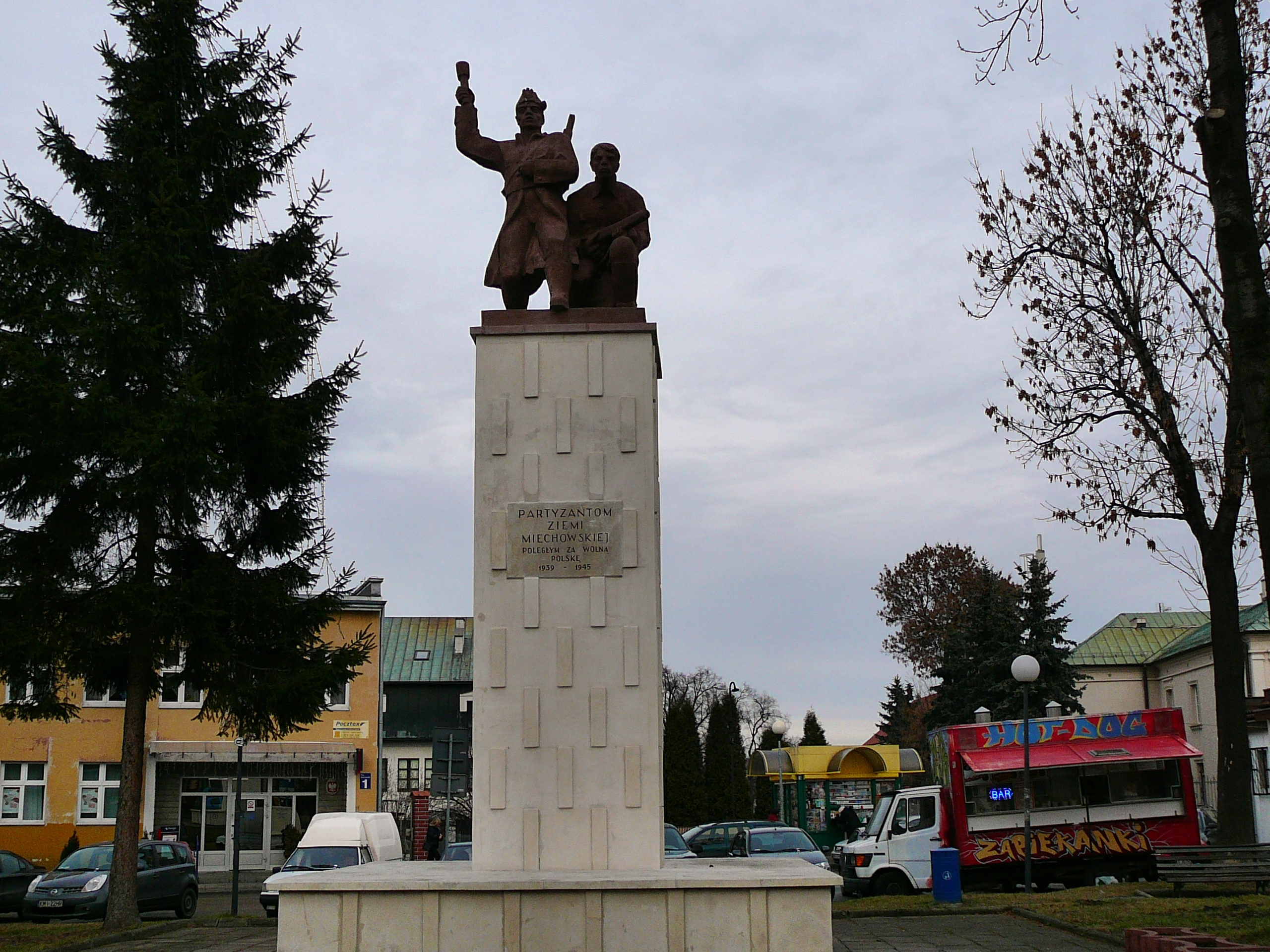
Pomnik partyzantów ziemi miechowskiej poległych w l. 1939-45

Po klęsce wojska polskiego w kampanii wrześniowej władze III Rzeszy utworzyły Generalne Gubernatorstwo, w granicach którego miasto znalazło się pod koniec 1939 roku jako siedziba niemieckiej administracji Kreis Miechów. W czasie II wojny światowej w miejscowości działały regionalne struktury polskich organizacji niepodległościowych Związek Walki Zbrojnej oraz Armia Krajowa . W miejscowości działał Inspektorat Rejonowy ZWZ, a od 1943 roku Inspektorat AK Miechów – „Michał” pod dowództwem kpt. Jerzego Kamińskiego „Wigury”. W czasie wojny regionalne oddziały AK przeprowadziły w rejonie wiele akcji sabotażowych, dywersyjnych oraz bojowych. W samej tylko akcji Kośba przeprowadzonej w obwodzie w dniach od 25 do 30 maja 1944 roku żołnierze AK zabili kilkudziesięciu Niemców oraz nazistowskich kolaborantów . Akcja ta nie spotkała się z odwetową reakcją Niemców z powodu klęsk jakie w tym czasie odnosiły wojska niemieckie na froncie wschodnim. Wykorzystując spowodowane tym zamieszanie wśród Niemców, oddziały Armii Krajowej przystąpiły do akcji likwidując prawie wszystkie posterunki niemieckie oraz policji „granatowej” w rejonie, tworząc tzw. Rzeczpospolitą Partyzancką . Wspomnienia oraz działalność AK z tego okresu opisał w swojej książce ówczesny inspektor Inspektoratu Rejonowego AK „Michał-Maria” Bolesław Nieczuja-Ostrowski  . Z czasem w oddziałach AK Inspektoratu Miechów zaczęły się pojawiać problemy z dyscypliną. Pod koniec 1944 roku oficer inspekcyjny kontrolujący oddziały działające pod Miechowem napisał: „Jakże mi przykro, że w każdej wsi na żołnierza polskiego patrzy się spode łba, że żołnierz polski jest już prawie zrównany wśród miejscowych nieuświadomionych chłopów za złodziejem i bandytą. (...) nie ma wsi, gdzie nie byłoby napadów na 60% domów. Wydziera się koce ze służących i biednych, kradnie się świnie od biednych chłopów, zabiera buty itp.. (...) Żołnierz dywersji stał się samowładny, stał się ponad człowiekiem. Ludzie go unikają lub biedny zwymyśla lub zastrzeli. Dywersja trwa, ludzie boją się własnych żołnierzy”.
Podczas okupacji hitlerowskiej, w marcu 1941 roku Niemcy utworzyli getto dla żydowskich mieszkańców. Przebywało w nim około 1000 Żydów. W listopadzie 1942 roku większość została wywieziona do obozu zagłady Bełżcu i tam zamordowana. 

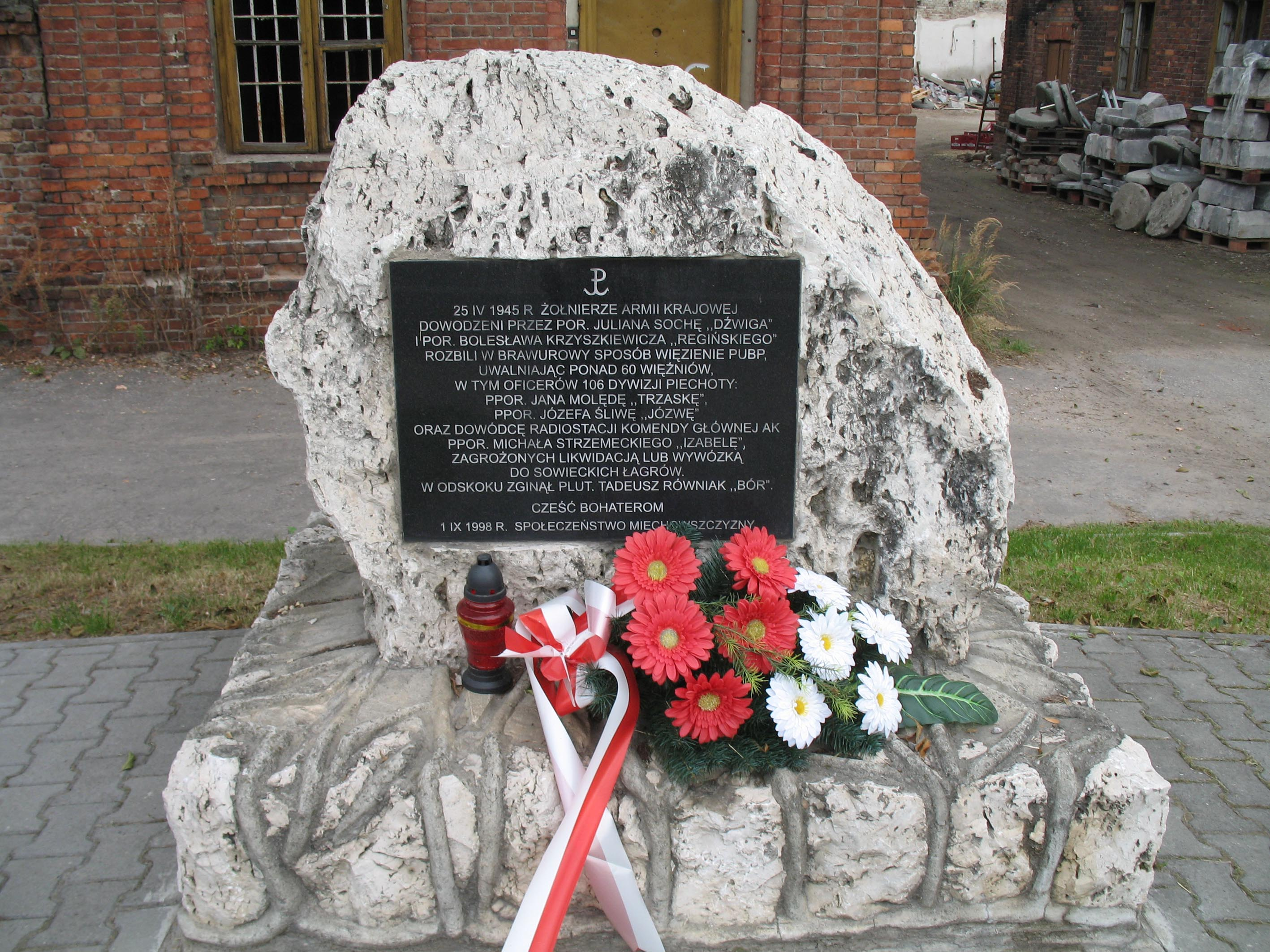
Kamień upamiętniający akcję AK z 25 kwietnia 1945

Ze względu na ukształtowanie terenu Niemcy przygotowywali tereny w okolicy Miechowa do obrony, m.in. budując schrony betonowe i bunkry ziemianki , okopy, wycinając drzewa w dolinie Szreniawy. Zwiad Armii Czerwonej uzyskał informacje o tych działaniach, dlatego przeprowadzono uderzenia na północy i południu. Niemiecką okupację Miechowa przerwały 16 stycznia 1945 roku oddziały 59 Armii które wkroczyły do miasta.

### Okres powojenny
Przez kilka miesięcy po II wojnie światowej jego burmistrzem Miechowa był Tomasz Karkowski.
W 1955 roku z powiatu miechowskiego wydzielono powiat proszowicki. W tym kształcie powiat istniał do 1975 roku, kiedy został zniesiony. W latach 1975–1998 miasto leżało w woj. kieleckim.
Kard. Karol Wojtyła wielokrotnie odwiedzał Miechów, a jako papież podniósł godność kościoła do rangi bazyliki mniejszej 10 kwietnia 1996 roku.

## Demografia

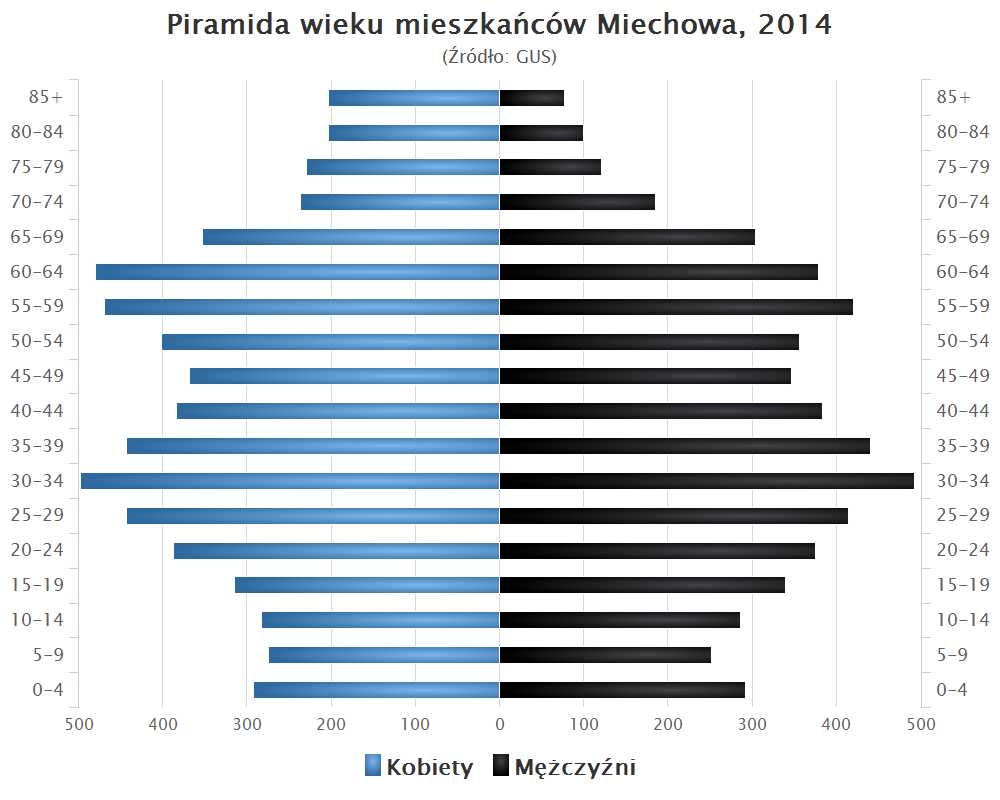
Piramida wieku mieszkańców Miechowa w 2014 roku

## Zabytki
Obiekt wpisany do rejestru zabytków nieruchomych województwa małopolskiego.
- Zespół kościoła i klasztoru bożogrobców;
- dworek drewniany ul. Racławicka 26;
- kościół filialny pw. św. Krzyża, cmentarz przykościelny, starodrzew, ogrodzenie, bramka.

## Dzielnice i osiedla mieszkalne w Miechowie
Miechów oficjalnie nie jest podzielony na dzielnice, jego obszary nazywane są jedynie umownie lub od nazwy osiedla.
- Kolonijki – obszar cechujący się zabudową jednorodzinną, osiedle to jest położone na znacznym obszarze, zajmując tym samym sporą część miasta, w połowie XX wieku przebiegała na tych terenach linia kolejki wąskotorowej.
- Osiedle Kolejowe – osiedle odznaczające się zabudową mieszaną, położone jest w zachodniej części miasta, tuż przy miechowskiej stacji PKP.
- Osiedle Parkowe (dawniej XXX-lecia PRL)[18] – drugie co do wielkości osiedle mieszkaniowe w Miechowie cechujące się zabudową wielorodzinną, wybudowane w czasach PRL-u.
- Osiedle Władysława Sikorskiego – największe osiedle miasta, zamieszkuje je ponad 4000 mieszkańców co stanowi około 30% ogółu zameldowanych w Miechowie. Na osiedlu tym znajduje się Szkoła Podstawowa nr 2, Gimnazjum nr 1 oraz hala sportowa wraz z kompleksem boisk w tym Orlik.
- Osiedle Stefana Żeromskiego – osiedle domów jednorodzinnych w południowo-wschodniej części miasta.
- Centrum – centralna część miasta, która jest sektorem zarówno handlowo-usługowym, jak i turystycznym, znajduje się tam bazylika bożogrobców, jak i domy handlowe „Kłos” i „Bartosz”, Powiatowa Biblioteka Publiczna oraz zaplecze hotelowo-gastronomiczne.

## Transport

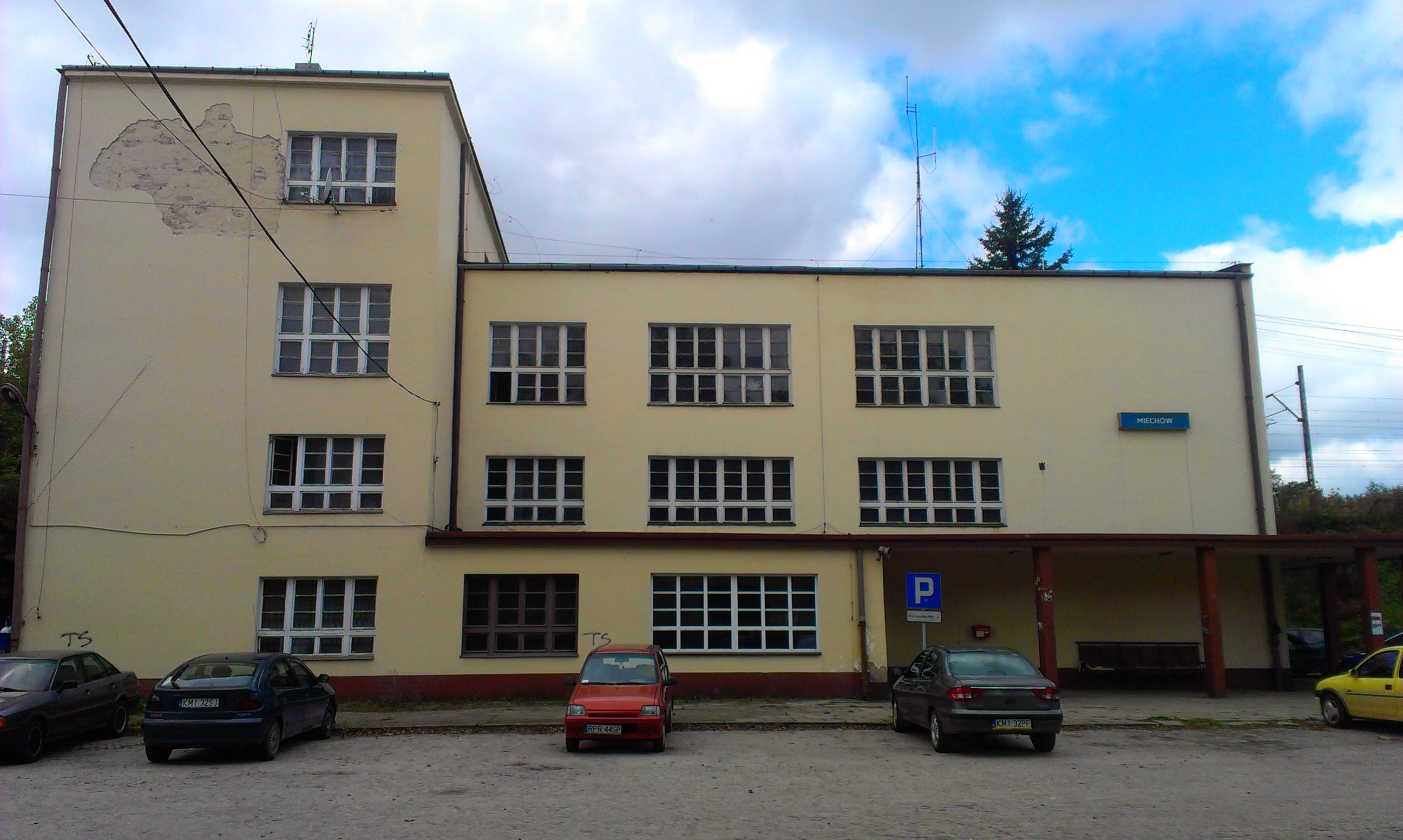
Dworzec kolejowy

Przez Miechów przechodzi linia kolejowa nr 8. W mieście znajduje się stacja kolejowa z której istnieją połączenia m.in. do Warszawy, Krakowa, Przemyśla, Szczecina, Olsztyna, Zakopanego. Od 2020 funkcjonuje też komunikacja miejska.

## Edukacja
- Przedszkola
  - Przedszkole Samorządowe nr 1 im. Janiny Porazińskiej
  - Przedszkole Samorządowe nr 2
  - Przedszkole Samorządowe nr 3
- Szkoły Podstawowe
  - Szkoła Podstawowa nr 1 im. Henryka Sienkiewicza
  - Szkoła Podstawowa nr 2 im. Marii Konopnickiej
- Szkoły ponadpodstawowe
- Licea
  - Liceum Ogólnokształcące im. Tadeusza Kościuszki
- Technika
  - Technikum nr 1 w Zespole Szkół nr 1 „Ekonomik”
  - Technikum nr 2 w Zespole Szkół nr 2 im. Jana Pawła II
- Szkoły Branżowe Stopnia I
  - Szkoła Branżowa I Stopnia nr 1 w Zespole Szkół nr 1 „Ekonomik”
  - Szkoła Branżowa I Stopnia nr 2 w Zespole Szkół nr 2 im. Jana Pawła II
- Szkoły Muzyczne
  - Państwowa Szkoła Muzyczna I Stopnia im. Michała Kleofasa Ogińskiego
- szkoły niepubliczne ZDZ w Kielcach,
- Prywatna Wyższa Szkoła Ochrony Środowiska w Radomiu – Wydział Zamiejscowy.

## Kultura

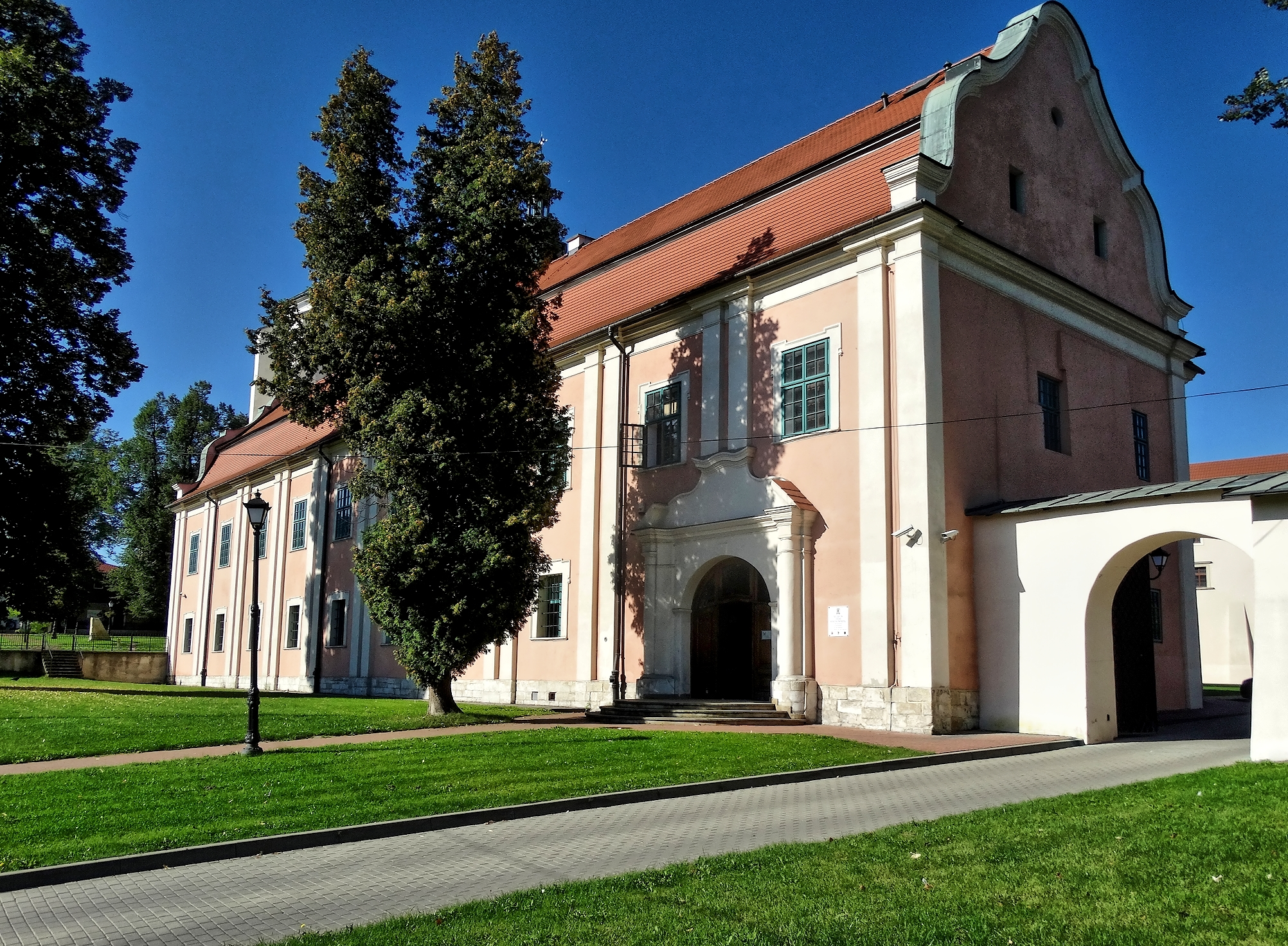
Muzeum Ziemi Miechowskiej

W 2013 roku uchwałą Rady Miejskiej połączono Dom Kultury, krytą pływalnię oraz punkt informacji turystycznej – dzięki czemu powstało Centrum Kultury i Sportu w Miechowie, które jest samorządową instytucją kultury. Podstawowym celem działalności CKiS jest organizowanie działalności kulturalnej i promocja Gminy Miechów. Centrum prowadzi również inne niż kulturalne działalności w zakresie sportu, rekreacji, turystyki, aktywizacji osób starszych, inicjowania nowatorskich działań prospołecznych.
Początki Miechowskiego Domu Kultury datuje się na 1957 r. Odbywają się tu festiwale, koncerty oraz zajęcia dla dzieci i młodzieży. W budynku domu kultury działa kino „Gryf”. We wrześniu 2015 r. kino przeszło modernizację- stare projektory filmowe zostały zastąpione przez kino cyfrowe.
W Miechowie znajduje się punkt informacji turystycznej działający w ramach Małopolskiego Systemu Informacji Turystycznej.

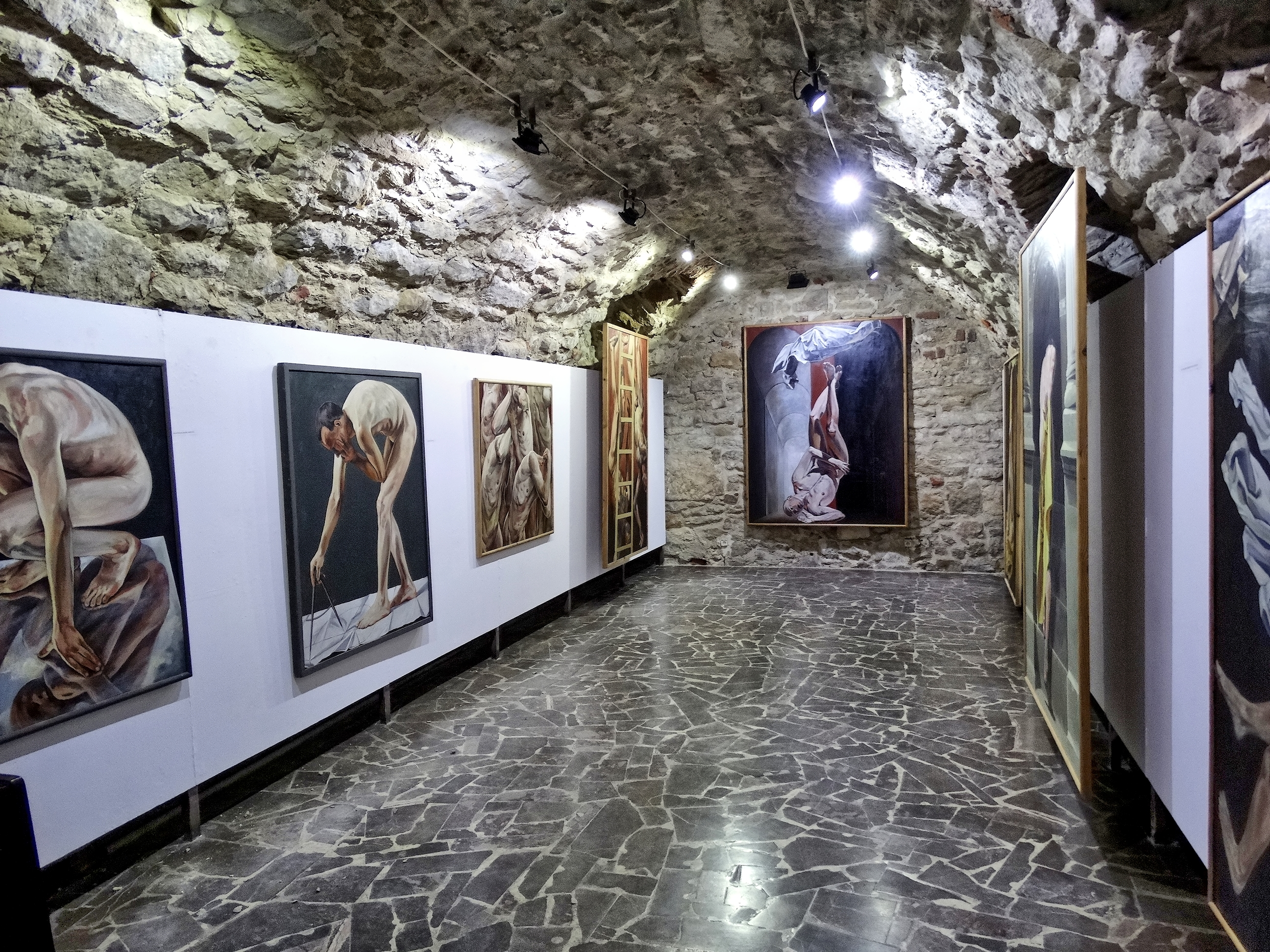
Galeria „U Jaksy”

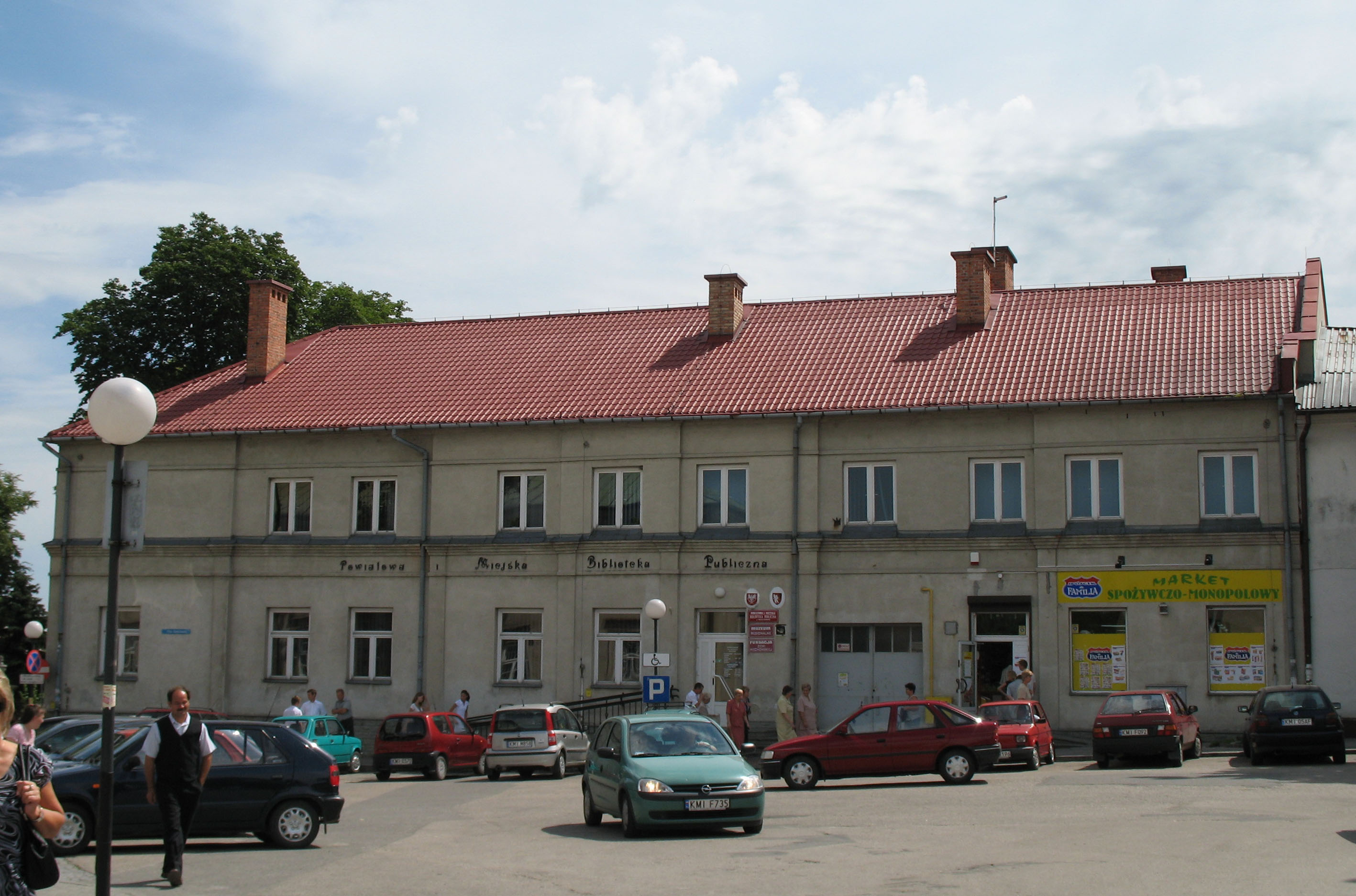
Powiatowa i Miejska Biblioteka Publiczna

- Muzeum Ziemi Miechowskiej[24] zostało utworzone na podstawie umowy zawartej pomiędzy Powiatem Miechowskim, Gminą i Miastem Miechów oraz Parafią Grobu Bożego[25] i funkcjonuje od października 2012 r. Siedzibą Muzeum są zabudowania poklasztorne, mieszczące się przy bazylice miechowskiej. Oprócz opieki nad zbiorami, muzeum prowadzi działalność edukacyjną poprzez organizowanie lekcji muzealnych, warsztatów, a także oprowadzanie po bazylice Grobu Bożego i zabudowaniach poklasztornych[26].
- Biuro Wystaw Artystycznych „U Jaksy”[27] prowadzi działalność od 1986 roku. Początkowo jako filia kieleckiego BWA, a od 2008 roku jako samodzielna, samorządowa instytucja kultury. Obecnie miechowskie BWA prowadzi trzy obiekty, różniące się profilem, jednak połączone w ogólnej misji upowszechniania i wspierania rozwoju sztuki współczesnej. Pierwszą i główną siedzibą BWA jest Galeria „U Jaksy” mieszcząca się w podziemiach zabudowań poklasztornych zakonu Bożogrobców z przełomu XIII i XIV wieku. W zabytkowych wnętrzach od początku prowadzono działalność wystawienniczą. Od 1999 miechowskie BWA udostępnia też stałą ekspozycję prac Stefana Żechowskiego – w Domu Pracy Twórczej im. S. Żechowskiego. W nowej jednostce oprócz kolekcji dzieł wybitnego artysty z Książa Wielkiego, mieści się stała ekspozycja kolekcji sztuki współczesnej. Od 2011 roku BWA prowadzi również XVIII-wieczny, modrzewiowy Dworek „Zacisze” znajdujący się na Szlaku Architektury Drewnianej[28].
- Powiatowa i Miejska Biblioteka Publiczna im. Marii Fihel w Miechowie[29] powstała w 1923 r. Jest ona jedną z najstarszych instytucji upowszechniania kultury na ziemi miechowskiej[30].

W Miechowie działa również Państwowa Szkoła Muzyczna I st. im. Michała Kleofasa Ogińskiego.

## Sport

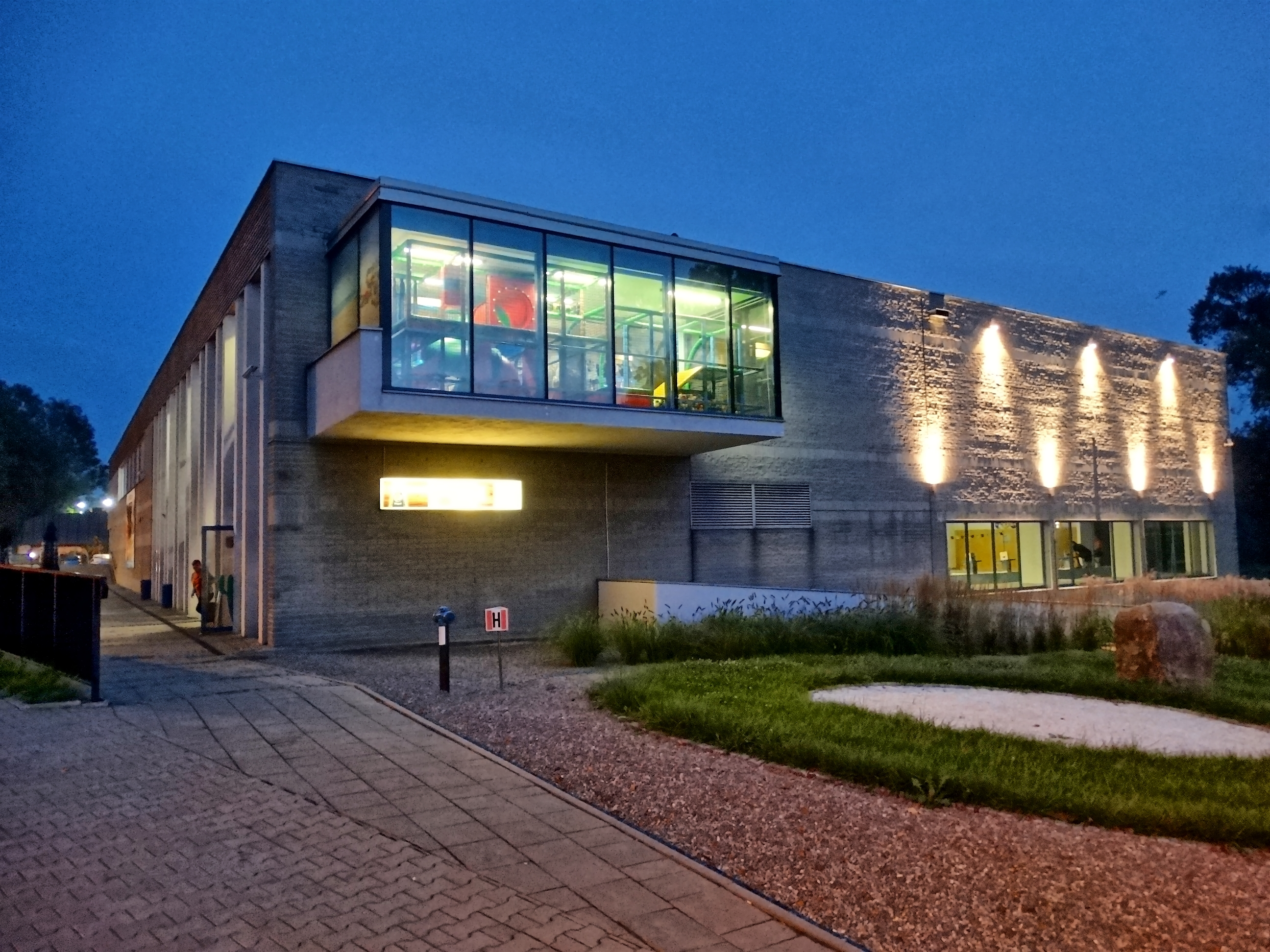
Kryta pływalnia w Miechowie

Od grudnia 2012 r. w mieście funkcjonuje obiekt sportowo-rekreacyjny kryta pływalnia o powierzchni 5000 m². Obiekt składa się z zespołu basenów z widownią na antresoli, zapleczem szatniowo–sanitarnym, salą do squasha, salami fitness, pomieszczeniami odnowy biologicznej, sauną, kręgielnią oraz grotą solną. Krytą pływalnią zarządza Centrum Kultury i Sportu w Miechowie.
Liczący 7 ha park miejski przeszedł rewitalizację i w 2021 roku zyskał nową infrastrukturę sportową – korty do tenisa i boisko treningowe, trasę dla rowerzystów i rolkarzy, siłownię zewnętrzną oraz dwa place zabaw – każdy dedykowany i dostosowany do konkretnej grupy wiekowej.
Przy ul. Marii Konopnickiej znajduje się stadion sportowy. Działa przy nim Miejski Klub Sportowy Pogoń Miechów.
Znajdujący się na os. gen. Wł. Sikorskiego kompleks sportowy składa się z boiska do piłki nożnej oraz boiska wielofunkcyjnego. Wybudowany został w ramach rządowego programu „Orlik 2012”.
Około 10 km od Miechowa zlokalizowany jest stok narciarski Sławicki Raj.
Przez Miechów przebiega otwarta w maju 2020 r. trasa pieszo- rowerowa „Szlakiem Wąskotorówki”

## Organizacje
W Miechowie działają organizacje, których zadaniem jest promocja i rozwój miasta i ziemi miechowskiej oraz krzewienie patriotyzmu:
- Fundacja Ziemi Miechowskiej,
- Miechowskie Towarzystwo 1163 Roku,
- Komenda Hufca Związku Harcerstwa Polskiego im. Partyzantów Ziemi Miechowskiej.

Wieloletnią tradycją cieszy się działająca od 1902 r. orkiestra dęta, od 1957 r. nosząca nazwę „Sygnał”.

## Wspólnoty wyznaniowe

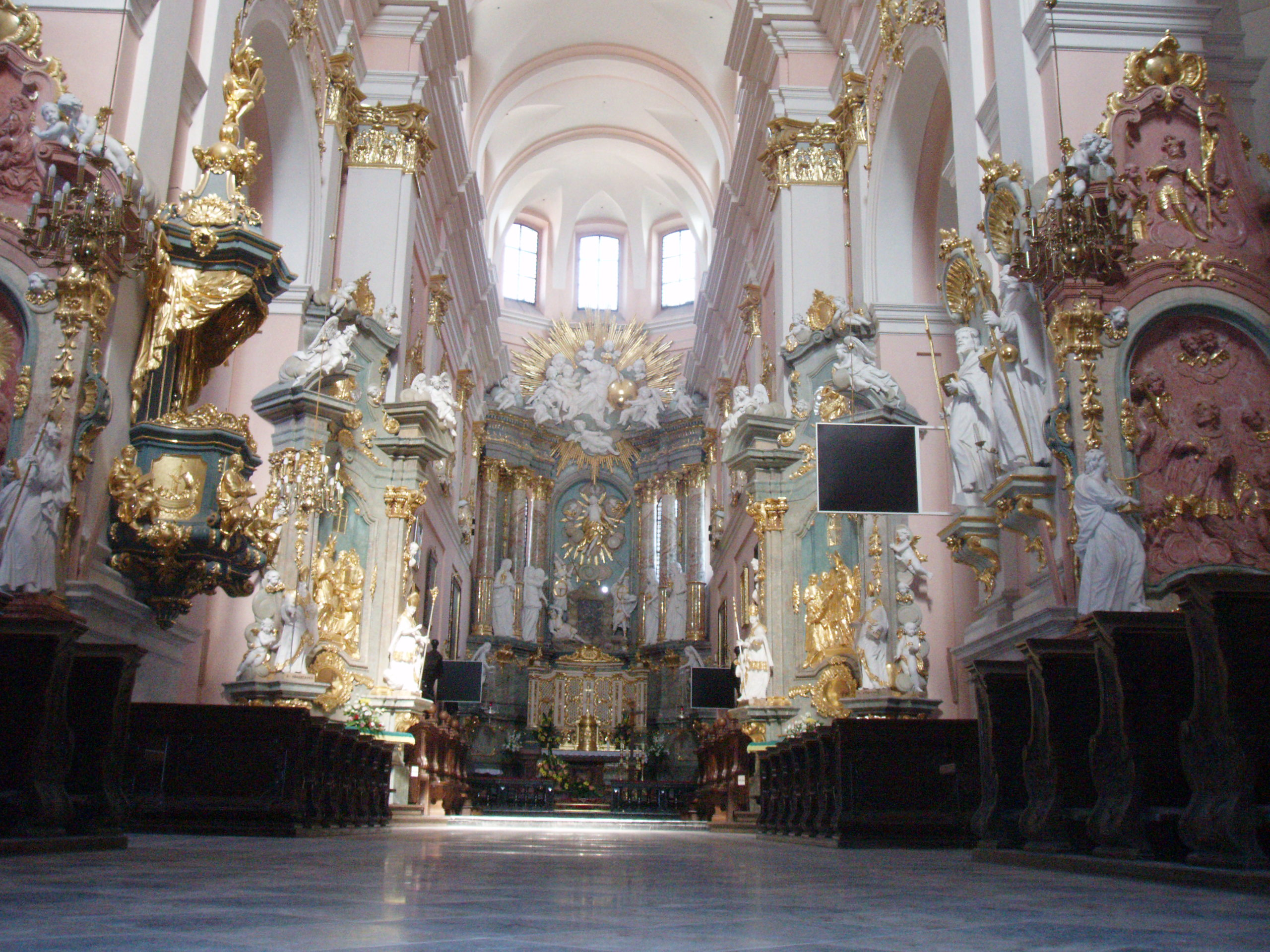
Wnętrze bazyliki kolegiackiej Grobu Bożego

- Kościół rzymskokatolicki (dekanat miechowski):
  - parafia Grobu Bożego.
- Świadkowie Jehowy:
  - zbór Miechów-Południe
  - zbór Miechów-Północ (Sala Królestwa ul. Skorupki 16)[39][40][41]
- Zrzeszenie Wolnych Badaczy Pisma Świętego:
  - Dom Pomocy Społecznej „Betania”[42]

## Współpraca międzynarodowa
Miasta partnerskie:
- Herve, Belgia
- Wołoczyska, Ukraina

## Pozostałe informacje

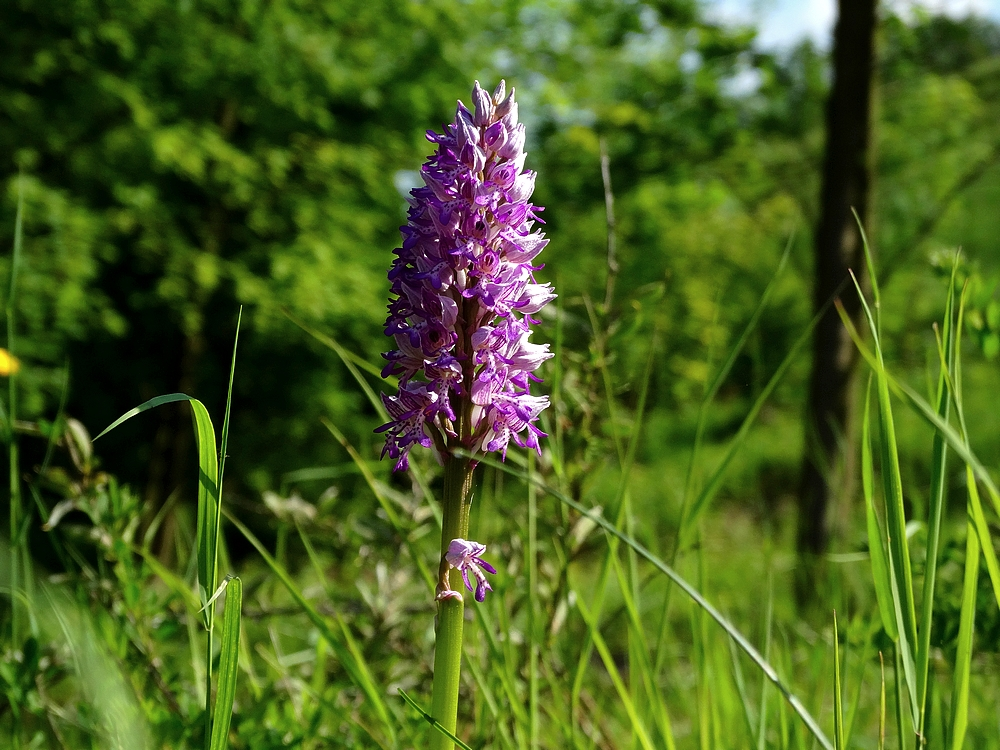
Storczyk kukawka występujący na Wyżynie Miechowskiej

Film Strach z 1975 r. w reżyserii Antoniego Krauzego został nakręcony w Miechowie. W filmie miasto występuje pod fikcyjną nazwą Dębniki, jednak jest rozpoznawalne już w pierwszych scenach, między innymi dzięki charakterystycznemu wyjściu z peronu do miasta.
Od 2010 r. co dwa lata organizowane są w Miechowie Miechowskie Dni Jerozolimy. Ideą tego wydarzenia jest nie tylko promocja Miechowa jako „Polskiej Jerozolimy”, ale także rozpowszechnianie informacji o Ziemi Świętej i pomoc przebywającym tam chrześcijanom.
Obszar Wyżyny Miechowskiej, na której mieści się Miechów nazywany jest „krainą storczyków”.